# Steganografia drukarkowa

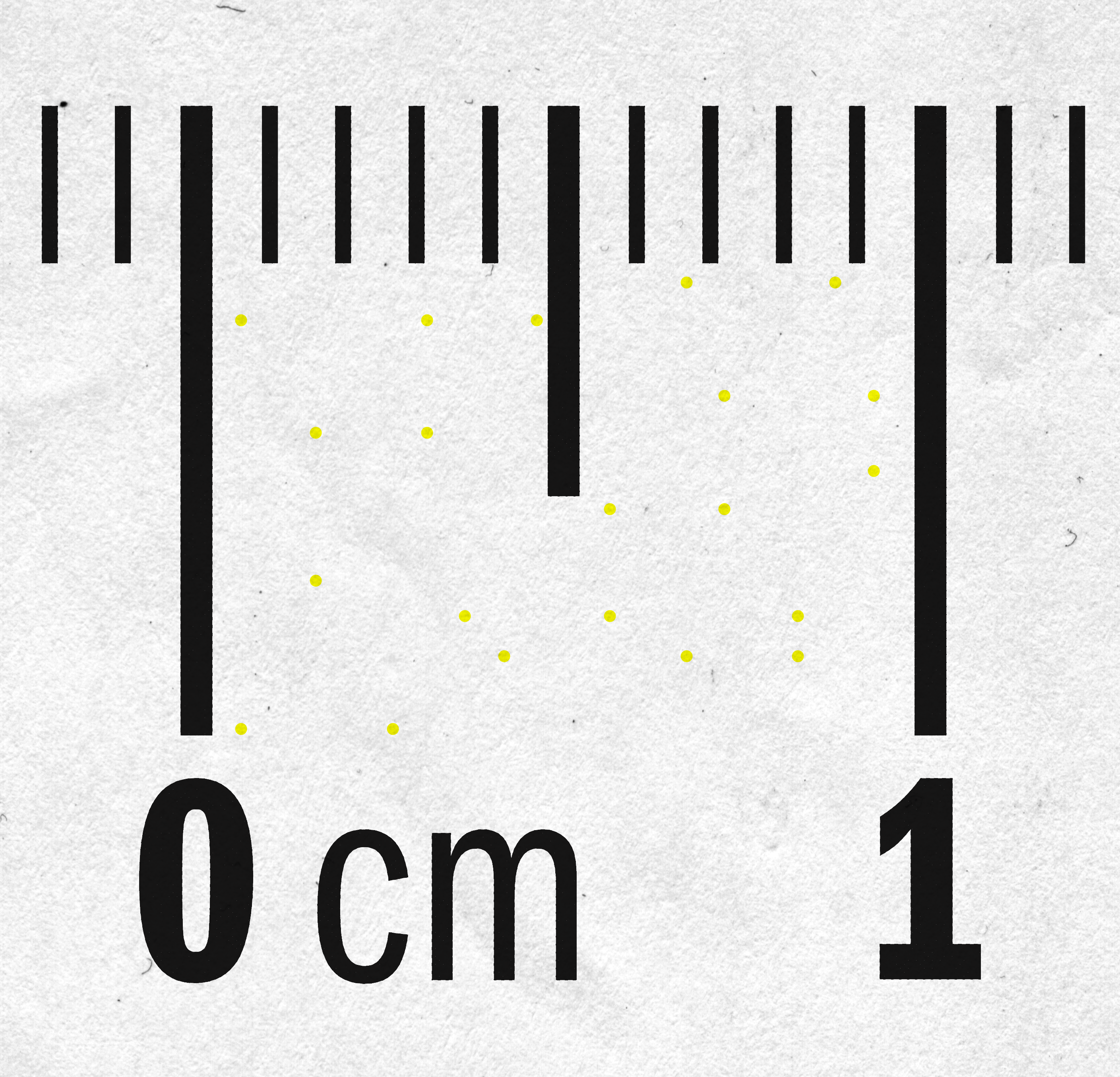
Ilustracja pokazuje małe żółte kropki wykonane przez drukarkę laserową.

Drukarkowa steganografia – typ steganografii stosowany przez producentów kolorowych drukarek, takich jak Brother Industries, Canon, Dell, Epson, HP, IBM, Konica Minolta, Kyocera, Lexmark, NRG, Panasonic, Ricoh (w tym marki Lanier i NRG), Savin, Toshiba i Xerox, w których do każdego wydruku dodaje się 1 cm² ledwo widocznych żółtych kropek, zawierających w sobie zakodowane informacje, najczęściej numer seryjny urządzenia oraz datę i godzinę wydruku.
Sam pomysł i wykonanie wzięły się z tego, że domowe drukarki w latach dziewięćdziesiątych coraz częściej służyły podrabianiu pieniędzy. Wobec oczekiwań rządu, by ograniczyć ten proceder, firmy zaczęły poszukiwać sposobu na identyfikację ewentualnych falsyfikatów.
Zagadnienie drukowania tych kodów monitoruje Electronic Frontier Foundation. Według oświadczenia organizacji z 2017, prawdopodobnie wszystkie nowoczesne komercyjne drukarki laserowe oznaczają drukowane dokumenty jakimś rodzajem kodu śledzącego, niekoniecznie w postaci żółtych kropek, z czego niektóre metody mogą być niewidoczne dla ludzkiego oka.